# Larry Ewing

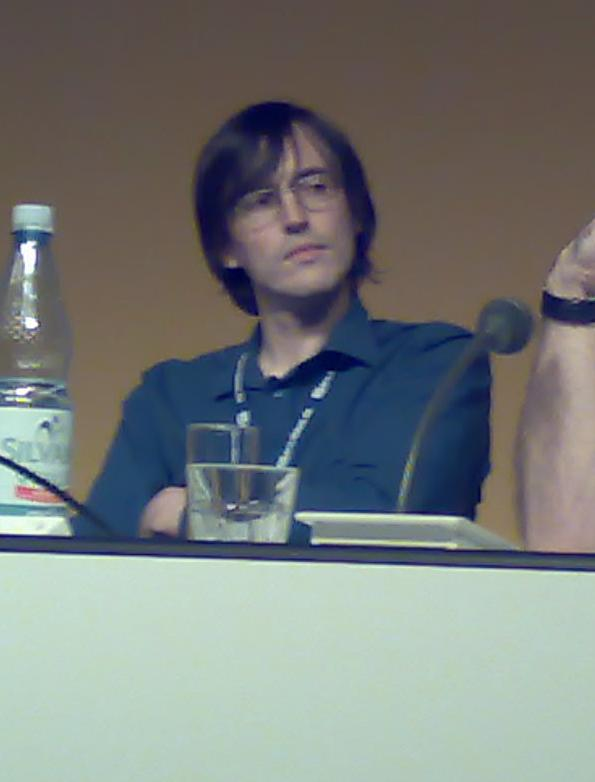
Larry Ewing beim LinuxTag 2007 in Berlin

Larry Ewing (* 3. April 1978) ist US-amerikanischer Programmierer und bekannt als Zeichner des Linux-Maskottchens, des Pinguins Tux.
Außerdem ist er unter anderem an folgenden Projekten beteiligt:
- F-Spot, ein Programm zur Fotoverwaltung
- Novell Evolution, ein Personal Information Manager
- GIMP, ein Programm zur Bildbearbeitung
- GtkHTML, ein HTML-Renderer
- Gill, ein experimenteller SVG-Renderer